# Hohlrückige Holzameise

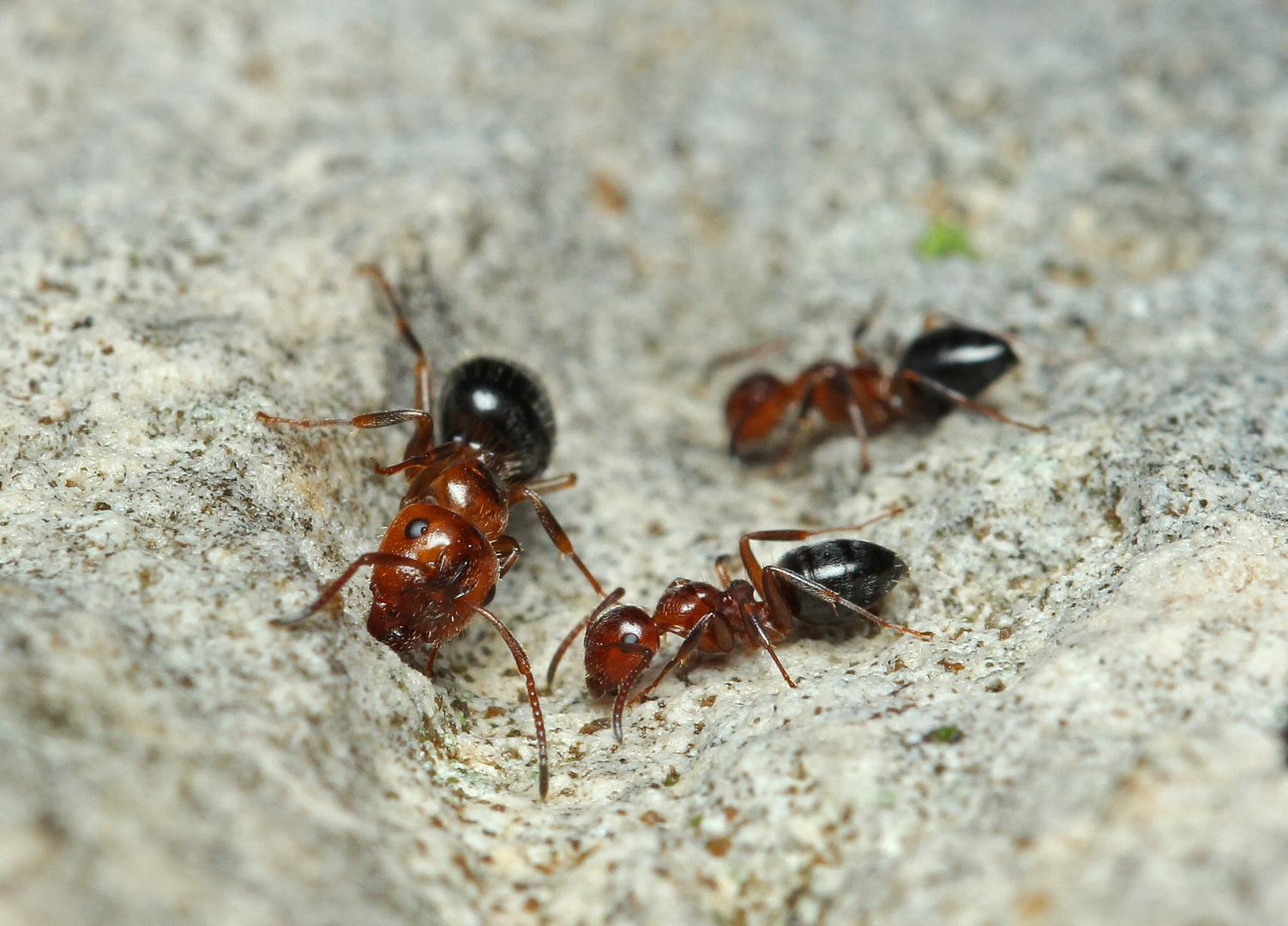

Die Hohlrückige Holzameise (Camponotus lateralis) ist eine im gesamten Mittelmeerraum verbreitete Ameisenart aus der Gattung der Rossameisen.

## Merkmale
Kopf, Thorax, Schuppe und Beine sind hell kastanienbraun bis hell rotbraun. Die Gaster sind schwarz, das erste Segment ist meist bräunlich. Die Segmentränder sind blassgelb gesäumt. Arbeiterinnen werden 3–7 mm lang, Königinnen 8,5–10 mm, Männchen 5–7 mm. Die Kolonien sind monogyn, das heißt, sie besitzen nur eine Königin. Schwärmzeit für den Hochzeitsflug ist April bis Mai.

## Lebensweise
Die Hohlrückige Holzameise ist ein Bewohner von Totholz, kann aber auch unter Steinen vorkommen. Als Nahrung dient ihr wie bei allen Camponotus-Arten vor allem Honigtau, d. h., sie ernährt sich unter anderem von dem süßen Ausscheidungssekret der Blattläuse, das sie in den größten Arbeiterinnen, als „Honigtöpfe“, lagern. Außerdem können sich diese Ameisen von erbeuteten Insekten ernähren. Sie bilden kleinere Kolonien, deren Nester auffallend große, muldenförmige Kammern besitzen.

## Verbreitung
Die Hohlrückige Holzameise bewohnt trockene, warme Gebiete im Mittelmeerraum. Die Art wurde früher auch für Süddeutschland angegeben, laut Bernhard Seifert liegt bei diesen Beobachtungen aber wahrscheinlich eine Verwechslung mit der verwandten Art Camponotus piceus vor. Im südlichen Mitteleuropa reicht die nördliche Verbreitung nur bis Südtirol und ins Tessin. In Südosteuropa ist die Ameisenart z. B. aus Istrien und den Inseln Kroatiens bekannt, das Verbreitungsgebiet reicht jedoch über Kleinasien bis zum Kaukasus und die Krim. Die Vorkommen auf der Iberischen Halbinsel, z. B. in Katalonien inklusive der Balearen sind gut untersucht. Weitere Vorkommen gibt es in Nordafrika.

## Systematik
Camponotus lateralis gehört zur Untergattung Orthonotomyrmex innerhalb der Gattung Camponotus.
Stand 2020 werden keine Unterarten mehr unterschieden.
Ehemalige Unterarten:
- Camponotus lateralis cypridis Santschi, 1939 - Gilt seit Seifert, 2019 als Synonym der Art Camponotus rebeccae[7]
- Camponotus lateralis purius Santschi, 1929 - Gilt seit Seifert, 2019 als Synonym der Art Camponotus lateralis[7]
- Camponotus lateralis rebeccae Forel, 1913 - Wurde in vielen Arbeiten der Artstatus Camponotus rebeccae anerkannt: Radchenko 1996 (in einem Bestimmungsschlüssel); Radchenko, 1997; Vonshak, et al. 2009; Ionescu-Hirsch, 2010; Borowiec, L. 2014; Salata & Borowiec, 2018; Seifert, 2019.[8][9][10][11][12][13][7]
- Camponotus lateralis rhodius Santschi, 1934 - Gilt seit Legakis, 2011 als Unterart der Art Camponotus dalmaticus und heißt somit Camponotus dalmaticus rhodius[14]